# Caém
Caém är en kommun i Brasilien.   Den ligger i delstaten Bahia, i den östra delen av landet, 1 000 km nordost om huvudstaden Brasília. Antalet invånare är 10 376.
Omgivningarna runt Caém är huvudsakligen savann. Runt Caém är det ganska glesbefolkat, med 27 invånare per kvadratkilometer.